# Prokurawa
Prokurawa (ukrainisch und russisch Прокурава; polnisch Prokurawa) ist ein in der Westukraine liegendes Dorf etwa 23 Kilometer westlich der Rajonshauptstadt Kossiw am Flüsschen Pistynka (Пістинька) gelegen.
Der Ort wurde 1633 zum ersten Mal schriftlich erwähnt und lag bis 1918 im österreichischen Kronland Galizien, danach von 1918 bis 1939 in der Zweiten Polnischen Republik (Woiwodschaft Stanislau, Powiat Kosów, Gmina Pistyń) und seit 1939/1945 als Teil der Sowjetunion innerhalb der Ukrainischen SSR sowie seit 1991 der Ukraine.
Am 13. September 2016 wurde das Dorf Teil der neugegründeten Landgemeinde Kosmatsch (Космацька сільська громада/Kosmazka silska hromada), bis dahin bildete es eine eigenständige Landratsgemeinde.